# (4308) Magarach
(4308) Magarach (1978 PL4) – planetoida z pasa głównego asteroid okrążająca Słońce w ciągu 4,39 lat w średniej odległości 2,68 j.a. Odkryta 9 sierpnia 1978 roku.